# Bryum rotundifolium
Bryum rotundifolium là một loài rêu trong họ Bryaceae. Loài này được Ochi mô tả khoa học đầu tiên năm 1980.